# Joe Ludwig
Joseph "Joe" Ludwig (ur. 21 lipca 1959 w Longreach) – polityk australijski, członek Australijskiej Partii Pracy. W latach 2007–10 minister świadczeń społecznych. Od 14 września 2010 minister rolnictwa, rybołówstwa i leśnictwa Australii. 

## Życiorys
Jego ojciec, Bill Ludwig, należał swego czasu do najważniejszych działaczy związkowych w Australii. Joe studiował na University of Queensland, Queensland University of Technology i Australian National University, gdzie uzyskał wykształcenie prawnicze. Przed rozpoczęciem kariery politycznej prowadził praktykę adwokacką, a następnie był radcą prawnym związków zawodowych. 
W lipcu 1999 został wybrany do Senatu jako jeden z przedstawicieli swego rodzinnego stanu Queensland. Od 2004 zasiadał w gabinecie cieni, gdzie odpowiadał za resort sprawiedliwości i ceł. Po zwycięstwie ALP w wyborach w 2007 roku stanął na czele resortu świadczeń społecznych. Po kolejnych wyborach w 2010 roku został przeniesiony na obecny urząd w resorcie rolnictwa. 